# Arquidiocese de Buenos Aires
A Arquidiocese de Buenos Aires (em latim: Archidiœcesis Bonaërensis) é uma circunscrição eclesiástica da Igreja Católica sediada em Buenos Aires, na Argentina. Possui onze dioceses sufragâneas: Avellaneda-Lanús, Gregorio de Laferrere, Lomas de Zamora, Merlo-Moreno, Morón, Quilmes, San Charbel, San Isidro, San Justo, San Martín, San Miguel e Santa María del Patrocinio.
A matriz da arquidiocese é a Catedral Metropolitana de Buenos Aires.
O Arcebispado Metropolitano de Buenos Aires foi a sé primacial (protocolária de primeira ordem) da Argentina, embora o Metropolita em exercício possa ser superado por Cardeais ou outros mais antigos. Em 13 de março de 2013, o Cardeal Arcebispo Jorge Mario Bergoglio foi eleito papa, tomando o nome de Francisco. Em 22 de julho de 2024, a sé primacial da Argentina foi transferida para a Arquidiocese de Santiago del Estero. O atual arcebispo, desde 26 de maio de 2023, é Jorge Ignacio García Cuerva.

## História
- Foi erigida em 6 de abril de 1620 como Diocese de Buenos Aires, em território separado da então Diocese Católica Romana do Paraguai.
- Perdeu territórios em 14 de agosto de 1832 para estabelecer o Vicariato Apostólico de Montevidéu (hoje Metropolitano) e novamente em 13 de junho de 1859 para estabelecer a Diocese do Paraná (hoje Metropolitana).
- Elevado em 5 de março de 1866 à Arquidiocese Metropolitana de Buenos Aires.
- Perdeu territórios novamente em 1884 para estabelecer o Vicariato Apostólico da Patagônia Norte e em 15 de fevereiro de 1897 para estabelecer a então Diocese de La Plata, mas ganhou (de volta) territórios em 1904 do suprimido Vicariato Apostólico da Patagônia Norte e em 4 de outubro de 1916 da suprimida Prefeitura Apostólica da Patagônia Sul.
- Em 20 de abril de 1934 perdeu território para constituir a Diocese de Viedma.
- Recebeu visitas papais do Papa João Paulo II em junho de 1982 e abril de 1987.

## Território

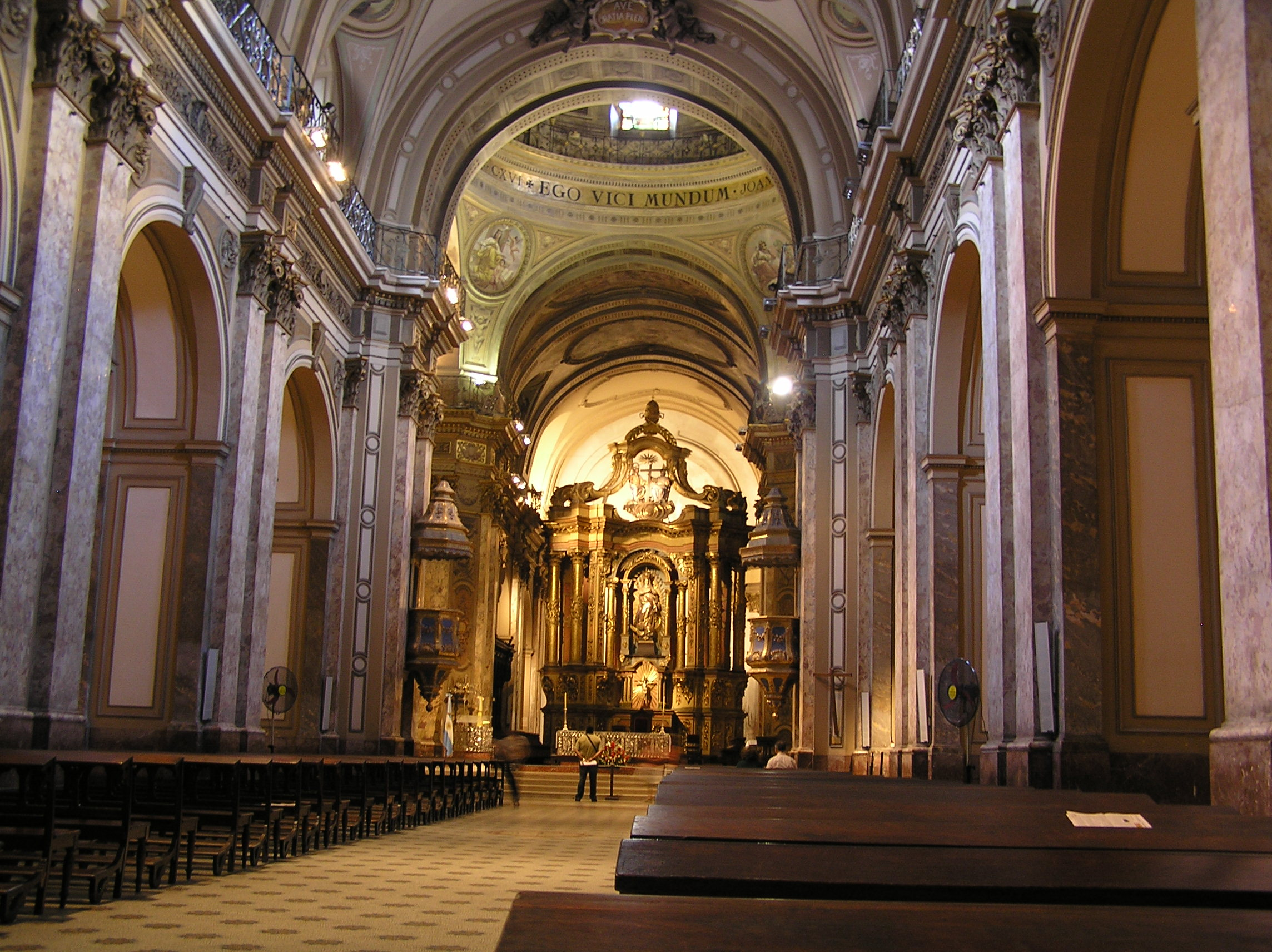
Vista interna da Catedral.

A arquidiocese compreende a cidade de Buenos Aires. É dividida em 182 paróquias.

## Prelados
| Arcebispos             | Arcebispos                                          | Arcebispos | Arcebispos                                  |
|                        | Nome                                                | Período    | Notas                                       |
| ---------------------- | --------------------------------------------------- | ---------- | ------------------------------------------- |
| 13º                    | Jorge Ignacio García Cuerva                         | 2023-      | Atual                                       |
| 12º                    | Mario Aurelio Cardeal Poli                          | 2013-2023  | Arcebispo emérito                           |
| 11º                    | Jorge Mario Cardeal Bergoglio, S.J.                 | 1998-2013  | Eleito 266º papa com o nome Francisco       |
| 10º                    | Antonio Cardeal Quarracino                          | 1990-1998  |                                             |
| 9º                     | Juan Carlos Cardeal Aramburu                        | 1975-1990  |                                             |
| 8º                     | Antonio Cardeal Caggiano                            | 1959-1975  |                                             |
| 7º                     | Fermín Emilio Lafitte                               | 1959       |                                             |
| 6º                     | Santiago Luis Cardeal Copello                       | 1932-1959  |                                             |
| 5º                     | José María Bottaro y Hers, O.F.M.                   | 1926-1932  |                                             |
| 4º                     | Mariano Antonio Espinosa                            | 1900-1923  |                                             |
| 3º                     | Vladislas Castellano                                | 1895-1900  |                                             |
| 2º                     | Federico León Aneiros                               | 1873-1894  |                                             |
| 1º                     | Mariano José de Escalada Bustillo y Zeballos        | 1866-1870  |                                             |
| Arcebispos-coadjutores |                                                     |            |                                             |
|                        | Jorge Mario Bergoglio, S.J.                         | 1997-1998  |                                             |
|                        | Juan Carlos Aramburu                                | 1967-1975  |                                             |
|                        | Fermín Emilio Lafitte                               | 1958-1959  |                                             |
| Bispos                 |                                                     |            |                                             |
| 17º                    | Mariano José de Escalada Bustillo y Zeballos        | 1854-1866  |                                             |
| 16º                    | Mariano Medrano y Cabrera                           | 1829-1851  |                                             |
| 15º                    | Benito Lué y Riega                                  | 1802-1812  |                                             |
| 14º                    | Pedro Inocencio Bejarano                            | 1797-1801  | Nomeado bispo de Sigüenza-Guadalajara       |
| 13º                    | Manuel Azamor y Ramírez                             | 1785-1796  |                                             |
| 12º                    | Sebastián Malvar y Pinto, O.F.M.                    | 1777-1783  | Nomeado Arcebispo de Santiago de Compostela |
| 11º                    | Manuel Antonio de la Torre                          | 1762-1776  |                                             |
| 10º                    | José Antonio Basurco y Herrera                      | 1757-1761  |                                             |
| 9º                     | Cayetano Marcellano y Agramont                      | 1749-1757  | Nomeado Bispo de Trujillo                   |
| 8º                     | José de Peralta Barrionuevo y Rocha Benavídez, O.P. | 1738-1746  | Nomeado Bispo de La Paz                     |
| 7º                     | Juan de Arregui, O.F.M.                             | 1730-1736  |                                             |
| 6º                     | Pedro de Fajardo, O.S.S.T.                          | 1713-1729  |                                             |
| 5º                     | Gabriel de Arregui                                  | 1712-1716  | Nomeado Bispo de Cuzco                      |
| 4º                     | Antonio de Azcona Imberto                           | 1676-1700  |                                             |
| 3º                     | Cristóbal de la Mancha y Velazco, O.P.              | 1641-1673  |                                             |
| 2º                     | Cristóbal de Aresti Martínez de Aguilar, O.S.B.     | 1635-1641  |                                             |
| 1º                     | Pedro Carranza Salinas, O.Carm.                     | 1620-1632  |                                             |
| Bispos-auxiliares      |                                                     |            |                                             |
|                        | Sergio Iván Dornelles                               | 2024-      | Atual                                       |
|                        | Pedro Bernardo Cannavó                              | 2024-      | Atual                                       |
|                        | Alejandro Daniel Pardo                              | 2024-      | Atual                                       |
|                        | Gustavo Oscar Carrara                               | 2017-2024  | Nomeado Arcebispo de La Plata               |
|                        | José María Baliña                                   | 2015-2023  | Nomeado Bispo de Mar del Plata              |
|                        | Juan Carlos Ares                                    | 2014-2023  | Nomeado Bispo de San Carlos de Bariloche    |
|                        | Ernesto Giobando, S.J.                              | 2014-2024  | Nomeado Bispo de Mar del Plata              |
|                        | Alejandro Daniel Giorgi                             | 2014-      | Atual                                       |
|                        | Vicente Bokalic Iglic, C.M.                         | 2010-2013  | Nomeado Bispo de Santiago del Estero        |
|                        | Luis Alberto Fernández Alara                        | 2009-2013  | Nomeado Bispo de Rafaela                    |
|                        | Enrique Eguía Seguí                                 | 2008-2023  | Nomeado Bispo de Deán Funes                 |
|                        | Óscar Vicente Ojea Quintana                         | 2006-2009  | Nomeado Bispo-coadjutor de San Isidro       |
|                        | Raúl Martín                                         | 2006-2013  | Nomeado Bispo de Santa Rosa                 |
|                        | Eduardo Horacio García                              | 2003-2014  | Nomeado Bispo de San Justo                  |
|                        | Mario Aurelio Poli                                  | 2002-2008  | Nomeado Bispo de Santa Rosa                 |
|                        | José Antonio Gentico                                | 2001-2007  |                                             |
|                        | Jorge Eduardo Lozano                                | 2000-2005  | Nomeado Bispo de Gualeguaychú               |
|                        | Joaquín Mariano Sucunza                             | 2000-atual |                                             |
|                        | Horacio Ernesto Benites Astoul                      | 1999-2008  |                                             |
|                        | Guillermo Rodríguez-Melgarejo                       | 1994-2003  | Nomeado Bispo de San Martín                 |
|                        | José Luis Mollaghan                                 | 1993-2000  | Nomeado Bispo de San Miguel                 |
|                        | Héctor Rubén Aguer                                  | 1992-1998  | Nomeado Arcebispo-coadjutor de La Plata     |
|                        | Jorge Mario Bergoglio, S.J.                         | 1992-1997  | Elevado a Arcebispo-coadjutor               |
|                        | Raúl Omar Rossi                                     | 1992-2000  | Nomeado Bispo de San Martín                 |
|                        | Rubén Oscar Frassia                                 | 1992-1993  | Nomeado Bispo de Bariloche                  |
|                        | Luis Héctor Villalba                                | 1984-1991  | Nomeado Bispo de San Martín                 |
|                        | Domingo Salvador Castagna                           | 1978-1984  | Nomeado Bispo de San Nicolás de los Arroyos |
|                        | Arnaldo Clemente Canale                             | 1977-1990  |                                             |
|                        | José Manuel Lorenzo                                 | 1977-1983  | Nomeado Bispo de San Miguel                 |
|                        | Horacio Alberto Bózzoli                             | 1975-1978  | Nomeado Bispo de San Miguel                 |
|                        | Guillermo Leaden, S.D.B.                            | 1975-1992  |                                             |
|                        | Mario José Serra                                    | 1975-2002  |                                             |
|                        | Manuel Augusto Cárdenas                             | 1962-1975  |                                             |
|                        | Ernesto Segura                                      | 1962-1972  |                                             |
|                        | Jorge Carlos Carreras                               | 1962-1965  | Nomeado Bispo de San Rafael                 |
|                        | Oscar Félix Villena                                 | 1962-1970  | Nomeado Bispo de San Rafael                 |
|                        | Victorio Manuel Bonamín, S.D.B.                     | 1960-1975  |                                             |
|                        | Guillermo Bolatti                                   | 1957-1961  | Nomeado Bispo de Rosário                    |
|                        | Manuel Menéndez                                     | 1956-1961  | Nomeado Bispo de San Martín                 |
|                        | Manuel Tato                                         | 1948-1961  | Nomeado Bispo de Santiago del Estero        |
|                        | Tomás Juan Carlos Solari                            | 1942-1948  | Nomeado Arcebispo de La Plata               |
|                        | Antonio Rocca                                       | 1936-1975  |                                             |
|                        | Santiago Luis Copello                               | 1928-1932  | Elevado a Arcebispo                         |
|                        | Fortunato Devoto                                    | 1927-1941  |                                             |
|                        | Miguel d’Andrea                                     | 1919-1960  |                                             |
|                        | Francisco Alberti                                   | 1917-1921  | Nomeado Bispo de La Plata                   |
|                        | Gregorio Ignacio Romero                             | 1899-1915  |                                             |
|                        | Juan Nepomuceno Terrero y Escalada                  | 1898-1900  | Nomeado Bispo de La Plata                   |
|                        | Juan Agustín Boneo                                  | 1893-1898  | Nomeado Bispo de Santa Fé de la Vera Cruz   |
|                        | Mariano Antonio Espinosa                            | 1893-1898  | Nomeado Bispo de La Plata                   |
|                        | Federico León Aneiros                               | 1870-1873  | Elevado a Arcebispo                         |
|                        | Mariano José de Escalada Bustillo y Zeballos        | 1832-1854  | Elevado a Bispo                             |